# 36 Camelopardalis
36 Camelopardalis är en orange jätte i stjärnbilden Giraffen.
Stjärnan har visuell magnitud +5,34 och är synlig för blotta ögat vid någorlunda god seeing. Den befinner sig på ett avstånd av ungefär 715 ljusår.